# Ferrid Kheder
Ferrid Kheder (* 3. března 1975 Graulhet) je bývalý francouzský zápasník–judista a zápasník ve stylu MMA, který mezi lety 2001 a 2004 reprezentoval Tunisko.

## Sportovní kariéra
Vyrůstal v Blaye-les-Mines v rodině horníka původem z Tuniska a pekařky původem ze Španělska. S judem začínal v Carmaux ve 4 letech v kroužku. Vrcholově se připravoval v Orléans v populárním klubu U.S.. Poprvé na sebe výrazně upozornil v roce 1999 vítězstvím na prestižním pařížském turnaji, kterým si zajistil pozici reprezentační jedničky v lehké váze do 73 kg. V roce 2000 uspěl při francouzské olympijské nominaci a startoval na olympijských hrách v Sydney. Jako favorit na jednu z medailí však nezvládl úvodní taktický zápas Anatolim Larjukovem z Běloruska a obsadil konečné 7. místo.
Po olympijských hrách se nepohodl s reprezentačním vedením a využil svůj původ ke startu za Tunisko od roku 2001. Za tento čin byl kritizován, protože se dál připravoval ve Francii z francouzských peněz. V roce 2002 byl vyloučen z U.S. Orleans, a protože mu Tuniská judistická federace nezafinancovala přípravu, přišel o možnost připravit se na olympijskou sezonu 2004. Po návratu do Francie zjistil, že Francouzská judistická federace mu znemožnila na 15 let využívat možnosti přípravy a tento zákaz se týkal i práce trenéra. Zákaz se snažil obejít útěkem na Novou Kaledonii, ale v krátké době se mu zákaz rozšířil na všechna zámořská území Francie. V roce 2006 žil v Austrálii, kde svojí pozornost zaměřil na populární bojový styl MMA.

### Výsledky
| Turnaj             | Francie    | Francie    | Francie    | Francie    | Francie    | Francie    | Tunisko    | Tunisko    | Tunisko    |
| Turnaj             | 1995       | 1996       | 1997       | 1998       | 1999       | 2000       | 2001       | 2002       | 2003       |
| Turnaj             | 20         | 21         | 22         | 23         | 24         | 25         | 26         | 27         | 28         |
| Turnaj             | lehká váha | lehká váha | lehká váha | lehká váha | lehká váha | lehká váha | lehká váha | lehká váha | lehká váha |
| ------------------ | ---------- | ---------- | ---------- | ---------- | ---------- | ---------- | ---------- | ---------- | ---------- |
| Olympijské hry     |            | —          |            |            |            | 7.         |            |            |            |
| Mistrovství světa  | —          |            | —          |            | —          |            | úč.        |            | úč.        |
| Mistrovství Evropy | —          | —          | —          | —          | úč.        | 3.         |            |            |            |
| Mistrovství Afriky |            |            |            |            |            |            | 3.         | 3.         |            |
| ME juniorů         | 1.         |            |            |            |            |            |            |            |            |

## Profesionální kariéra
Mezi profesionály se pohyboval mezi lety 2005 až 2013. Techniky z juda kombinoval s bojovým stylem Muay Thai a s bojem na zemi v BJJ. Svojí profesionální kariéru začal v Austrálii pod vedením Kubánce Hectora Lombarda, odkud se dostal do Kalifornie, kde se připravoval v týmu Team Quest. Zápasil pod různými menšími (lokálními) promotéry především v Brazílii, Kostarice a Kanadě.
Jako trvalé místo pobytu hlásí ostrov Guam odkud pochází jeho manželka. V roce 2013 probleskla médii zpráva o jeho snaze reprezentovat Guam na olympijských hrách v Riu v judu v roce 2016. Tato informace však nebyla z jeho strany naplněna.